# Lecco
Lecco − miasto i gmina we Włoszech, w regionie Lombardia, w prowincji Lecco.
Według danych na rok 2004 gminę zamieszkiwało 45 507 osób, 1011,3 os./km².
W mieście znajduje się stacja kolejowa Lecco.
Lecco zostało uhonorowane tytułem Alpejskiego Miasta Roku 2013.

## Linki zewnętrzne

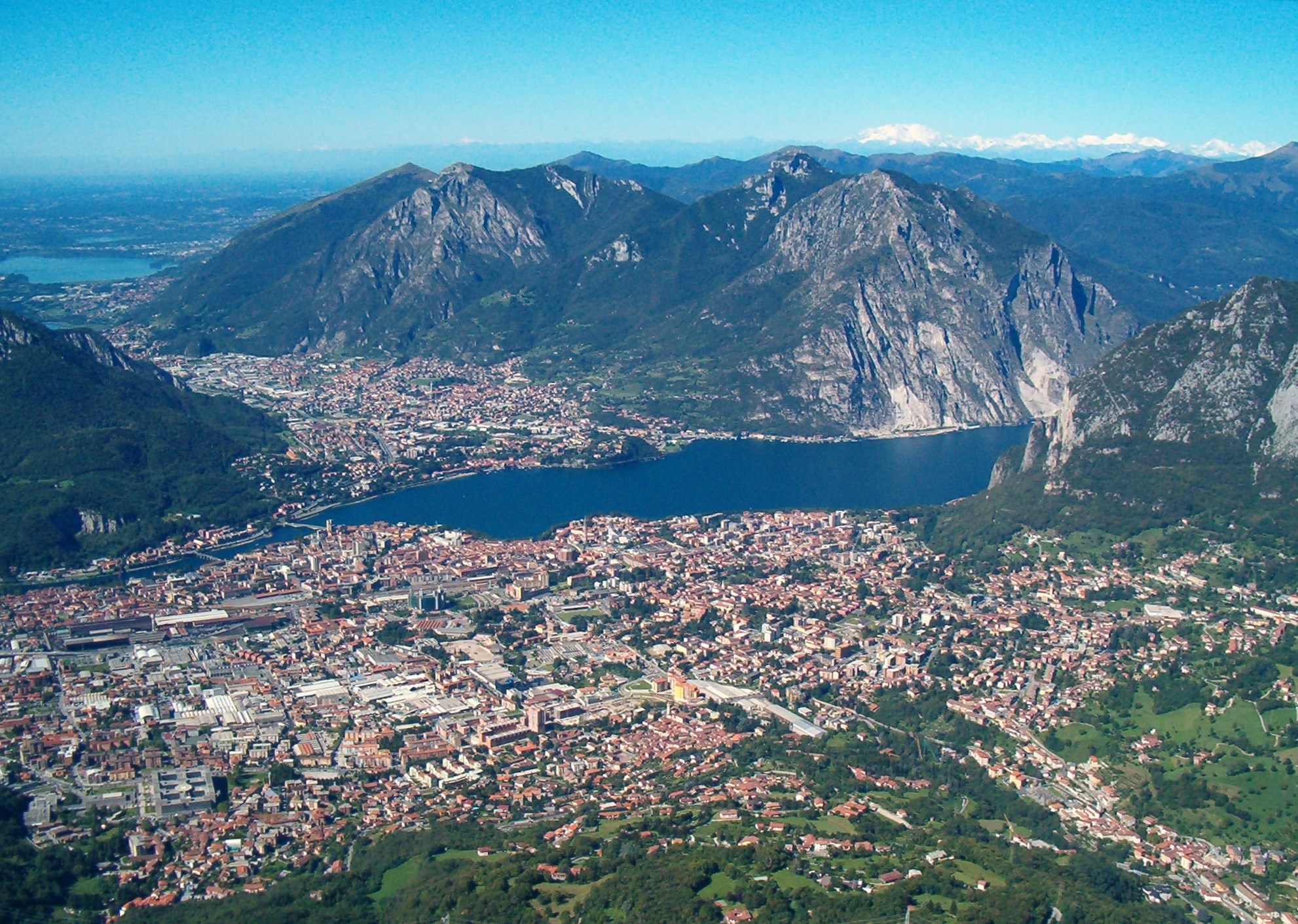
Panorama miasta

## Współpraca
Miejscowości partnerskie:
- Igualada, Hiszpania
- Mâcon, Francja
- Mytiszczi, Rosja
- Overijse, Belgia
- Szombathely, Węgry